# Табахмела (Хулойский муниципалитет)
Табахмела (груз. ტაბახმელა) — село в Грузии. Относится к Хулойскому муниципалитету Аджарской автономной республики. Село расположено на берегу реки Аджарисцкали, на высоте 1200 метров над уровня моря.
Название переводится как сухое озеро (Тба — озеро, хмели — сухое).
В северной части селения проходит трансаджарская дорога соединяющая Батуми и Ахалцихе. В 2010 году в Табахмеле был запущен новый мост с расширением проезжей части до 6 м. Открытие моста проходило в присутствии вице-спикера парламента Грузии, главы муниципалитета и представителей Дорожного департамента.

## Население
В Табахмеле около 40 домов. По итогам переписи 2014 года в Табахмеле жило 156 человек, из них большинство грузины.